# Пашское сельское поселение
Па́шское се́льское поселе́ние — муниципальное образование в составе Волховского района Ленинградской области.
Административный центр — село Паша.

## Географические данные
Расположено в северо-восточной части района, вдоль реки Паша, граничит с Лодейнопольским и Тихвинским районами.
По территории поселения проходят железная дорога Санкт-Петербург — Мурманск (ж/д станция Паша).
По территории поселения проходят автодороги:
- Р21 (E 105) «Кола» (Санкт-Петербург — Петрозаводск — Мурманск)
- 41К-021 (Паша — Часовенское — Кайвакса)
- 41К-193 (Паша — Загубье)
- 41К-370 (Часовенское — Кондега)

Расстояние от административного центра поселения до районного центра — 80 км.

## История
В сентябре 1917 года из Доможировской волости Новоладожского уезда была выделена самостоятельная Пашская волость.
В начале 1920-х годов в составе Пашской волости образован Пашский сельсовет.
В августе 1927 года Пашская волость была упразднена, Пашский сельсовет вошёл в состав вновь образованного Пашского района Ленинградской области.
В ноябре 1928 года к Пашскому сельсовету был присоединён Емский сельсовет.
14 декабря 1955 года Пашский район был ликвидирован, все его сельсоветы присоединены к Новоладожскому району.
1 февраля 1963 года после ликвидации Новоладожского района Пашский сельсовет вошёл в состав Волховского района.
В конце 1970-х годов в состав сельсовета вошёл Манихинский сельсовет.
18 января 1994 года постановлением главы администрации Ленинградской области № 10 «Об изменениях административно-территориального устройства районов Ленинградской области» Пашский сельсовет, также как и все другие сельсоветы области, преобразован в Пашскую волость.
1 января 2006 года в соответствии с областным законом № 56-оз от 6 сентября 2004 года «Об установлении границ и наделении соответствующим статусом муниципального образования Волховский муниципальный район и муниципальных образований в его составе» образовано Пашское сельское поселение, в которое вошли территории бывших Пашской, Рыбежской и Часовенской волостей.

## Население
| 2006  | 2010  | 2011  | 2012  | 2013  | 2014  | 2015  |
| ----- | ----- | ----- | ----- | ----- | ----- | ----- |
| 5300  | ↘5147 | ↘5136 | ↗5202 | ↗5292 | ↘5282 | ↘5102 |
| 2016  | 2017  | 2018  | 2019  | 2020  | 2021  | 2023  |
| ↘5005 | ↘4857 | ↘4749 | ↘4701 | ↘4624 | ↗4706 | ↘4560 |
| 2024  | 2025  |       |       |       |       |       |
| ↘4540 | ↘4417 |       |       |       |       |       |

## Состав сельского поселения
В состав поселения входит 55 населённых пунктов:
| №  | Населённый пункт    | Тип населённого пункта       | Население    |
| -- | ------------------- | ---------------------------- | ------------ |
| 1  | Ашперлово           | деревня                      | ↘1 (2017)    |
| 2  | Баландино           | деревня                      | →15 (2017)   |
| 3  | Балдино             | деревня                      | ↘6 (2017)    |
| 4  | Берег               | деревня                      | ↘83 (2017)   |
| 5  | Большая Весь        | деревня                      | ↘6 (2017)    |
| 6  | Бор                 | деревня                      | ↘13 (2017)   |
| 7  | Вишняков Посад      | деревня                      | ↗6 (2017)    |
| 8  | Вонга               | посёлок                      | ↘6 (2017)    |
| 9  | Главная Запань      | деревня                      | ↘76 (2017)   |
| 10 | Емское              | деревня                      | ↗13 (2017)   |
| 11 | Иевково             | деревня                      | ↗2 (2017)    |
| 12 | Исаево              | деревня                      | →4 (2017)    |
| 13 | Карпино             | деревня                      | ↗3 (2017)    |
| 14 | Кизлярское          | деревня                      | ↗28 (2017)   |
| 15 | Князево             | деревня                      | ↘7 (2017)    |
| 16 | Колголемо           | деревня                      | ↗26 (2017)   |
| 17 | Костино             | деревня                      | ↗3 (2017)    |
| 18 | Кувшиново           | деревня                      | →2 (2017)    |
| 19 | Малашата            | деревня                      | ↗7 (2017)    |
| 20 | Малая Весь          | деревня                      | ↗15 (2017)   |
| 21 | Малочасовенское     | деревня                      | ↗8 (2017)    |
| 22 | Малыжино            | деревня                      | ↗7 (2017)    |
| 23 | Манихино            | деревня                      | ↘43 (2017)   |
| 24 | Медвежья Кара       | деревня                      | ↗29 (2017)   |
| 25 | Надкопанье          | деревня                      | ↗92 (2017)   |
| 26 | Насоново            | деревня                      | ↗11 (2017)   |
| 27 | Николаевщина        | деревня                      | ↘80 (2017)   |
| 28 | Новая               | деревня                      | ↗3 (2017)    |
| 29 | Новина              | деревня                      | →1 (2017)    |
| 30 | Новозотовское       | деревня                      | ↘31 (2017)   |
| 31 | Октябрьская Свобода | деревня                      | ↗4 (2017)    |
| 32 | Папоротно           | деревня                      | ↗155 (2017)  |
| 33 | Паша                | село, административный центр | ↘3442 (2021) |
| 34 | Песчаница           | деревня                      | ↗18 (2017)   |
| 35 | Печеничино          | деревня                      | ↘7 (2017)    |
| 36 | Подбережье          | деревня                      | ↗8 (2017)    |
| 37 | Подъелье            | деревня                      | ↗10 (2017)   |
| 38 | Пучнино             | деревня                      | ↘13 (2017)   |
| 39 | Ручьи               | деревня                      | ↘21 (2017)   |
| 40 | Рыбежно             | деревня                      | ↘18 (2017)   |
| 41 | Рыбежно             | посёлок                      | →197 (2017)  |
| 42 | Рязановщина         | деревня                      | ↗30 (2017)   |
| 43 | Смелково            | деревня                      | ↗4 (2017)    |
| 44 | Сонино              | деревня                      | ↘23 (2017)   |
| 45 | Сорзуй              | деревня                      | ↗102 (2017)  |
| 46 | Спирово             | деревня                      | ↗23 (2017)   |
| 47 | Старая Силовая      | деревня                      | ↗41 (2017)   |
| 48 | Тайбольское         | деревня                      | ↗37 (2017)   |
| 49 | Томилино            | деревня                      | ↘18 (2017)   |
| 50 | Урицкое             | деревня                      | →7 (2017)    |
| 51 | Устеево             | деревня                      | →7 (2017)    |
| 52 | Усть-Рыбежно        | деревня                      | ↘58 (2017)   |
| 53 | Чаплино             | деревня                      | ↘6 (2017)    |
| 54 | Часовенское         | деревня                      | ↘25 (2017)   |
| 55 | Щепняг              | деревня                      | →0 (2017)    |

6 сентября 2004 года в соответствии с законом Ленинградской области № 55-оз в состав села Паша была включена территория упразднённого посёлка Лесозавод.
28 декабря 2004 года в связи с отсутствием жителей областным законом № 120-оз были упразднены: посёлок при железнодорожной станции Иевково, а также деревни Лукина Изба и Химучасток.